# Фуат Балкан
Фуат Салих Балкан (на турски: Fuat Salih Balkan) е турски офицер, общественик и спортист.

## Биография
Известен е също като Фуад бей. Участва в младотурския поход към Цариград през 1909 година. Взема участие в Балканските войни, Първата световна и Гръцко-турската война. Един от ръководителите на Българо-турския революционен комитет. След войните е депутат няколко мандата в турския Меджлис. Президент е на спортния клуб Бешикташ също няколко мандата. Участва на летните олимпиади през 1924 и 1928 г. като фехтовач. Посмъртно са издадени негови спомени.